# Abbaye de Saint-Satur
L'abbaye de Saint-Satur (abbatiale Saint-Guinefort) est située dans la vallée de la Loire, à 2 km au nord du piton de Sancerre et à 1 km de Saint-Thibault-sur-Loire.
L'église abbatiale, l'église Saint-Pierre, est un des premiers édifices du Cher classés parmi les monuments historiques, classé sur la liste de 1840.
L'ensemble des éléments bâtis et des sols fait l’objet d’une inscription au titre des monuments historiques depuis le 22 avril 2003.
Elle fait partie du diocèse de Bourges.

## Histoire
Un prêtre connu sous le nom de saint Romble, évangélisateur de la contrée, fonde au Ve siècle un couvent dans la seigneurie du château Gordon. Il faut attendre le milieu du VIIe siècle pour que Gordon prenne le nom de Saint-Satur.
Puis est fondé un chapitre de chanoines séculiers pour recevoir les reliques de saint Satur, compagnon de Félicité et de Perpétue (martyrisés à Carthage en 203), offertes par le pape Pascal Ier par l'intermédiaire de l'archevêque de Bourges Raoul de Turenne. Saint Satur est fêté le 7 mars.
En 1034, Mathilde, fille de Gimon, seigneur de Château-Gordon, entreprend de restaurer cette abbaye et de la doter d'un chapitre canonial. Après avoir choisi Eudes, comte du palais et seigneur de Sancerre, pour son protecteur et son héritier, Mathilde s'adresse pour l'accomplissement de son projet à Aymon de Bourbon, alors archevêque de Bourges, qui établit à Saint-Satur des chanoines réguliers de saint Augustins et confirme l'abandon que fait Mathilde des biens usurpés par ses parents sur cette abbaye, ainsi que les donations dont elle l'enrichit. Cette deuxième église romane est consacrée en 1104 par Léger (Leodegaire) archevêque de Bourges. Saint-Satur est ainsi rétabli. La partie ancienne de l'ancienne seigneurie du château Gordon, qui n'a pas été donnée à cette abbaye, est réunie à la seigneurie de Sancerre,.
En 1107, le pape Innocent II établit des chanoines réguliers de l'ordre de Saint-Augustin au lieu des chanoines séculiers,.
En 1144, plusieurs gentilshommes du Berry ayant fait la guerre à cette abbaye et l'ayant brûlée en 1143, Pierre de la Châtre, archevêque de Bourges, obtint d'eux la réparation des dommages qu'ils avaient causés - réparation encore visible dans le mur nord.
En 1163, Alain de Larrivour, évêque d'Auxerre (1152–1167), réunit Saint-Satur à l'église Saint-Eusèbe d'Auxerre.
En 1169, Odon de la Porte engage une partie de ses biens à Godefroy, abbé de l'abbaye de Saint-Satur, pour aller secourir les chrétiens en Palestine,.
En 1361, les Anglais, qui occupent Cosne-sur-Loire, s'emparent de Saint-Satur par surprise et ruinent l'abbaye et son église.
En 1367, sous l'abbatiat de Jean III, les moines se mettent à reconstruire l'église, mais  fut jamais été achevée. A peine le chœur était-il terminé qu'en 1420, les Anglais pillent l'abbaye. Relevée en partie de ses ruines, elle vécut tant bien que mal jusqu'au début du 16e siècle. Les effets de la commende et les guerres de religion achevèrent de détruire les constructions élevées sur les ruines laissées par les Anglais. 
En 1567, les protestants de Sancerre sont les auteurs d'un saccage de l'abbaye qui est mise à feu.
De 1617 à 1626, l'abbé Claude de Toulongeon, aidé par de généreux donateurs, réussit à terminer la voûte et couvrir l'église.
Après une période florissante dans la première moitié du XVIIIe siècle, l'abbaye se débat dans des difficultés continuelles. 

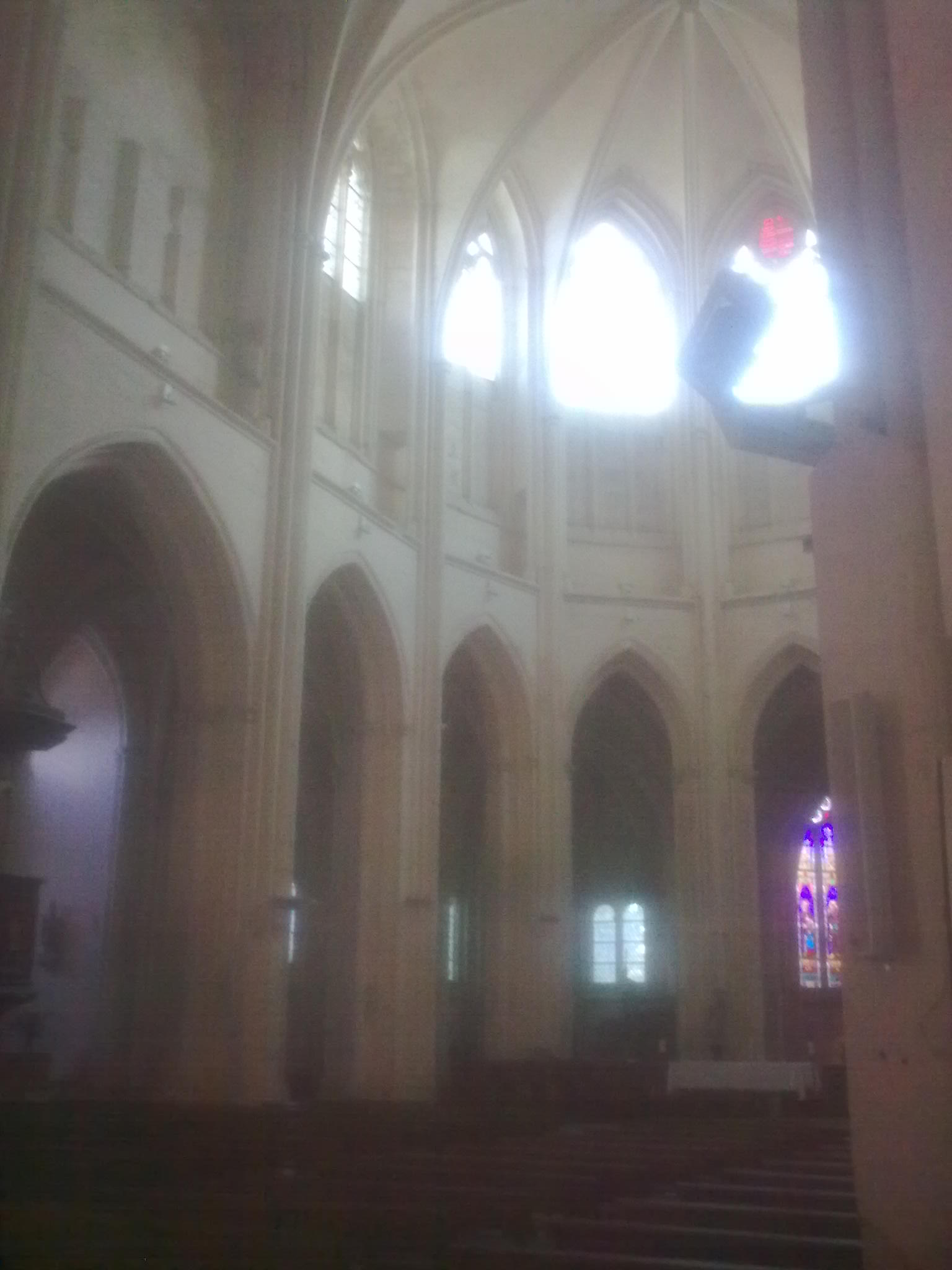
Abbatiale Saint-Guinefort vue du chœur.

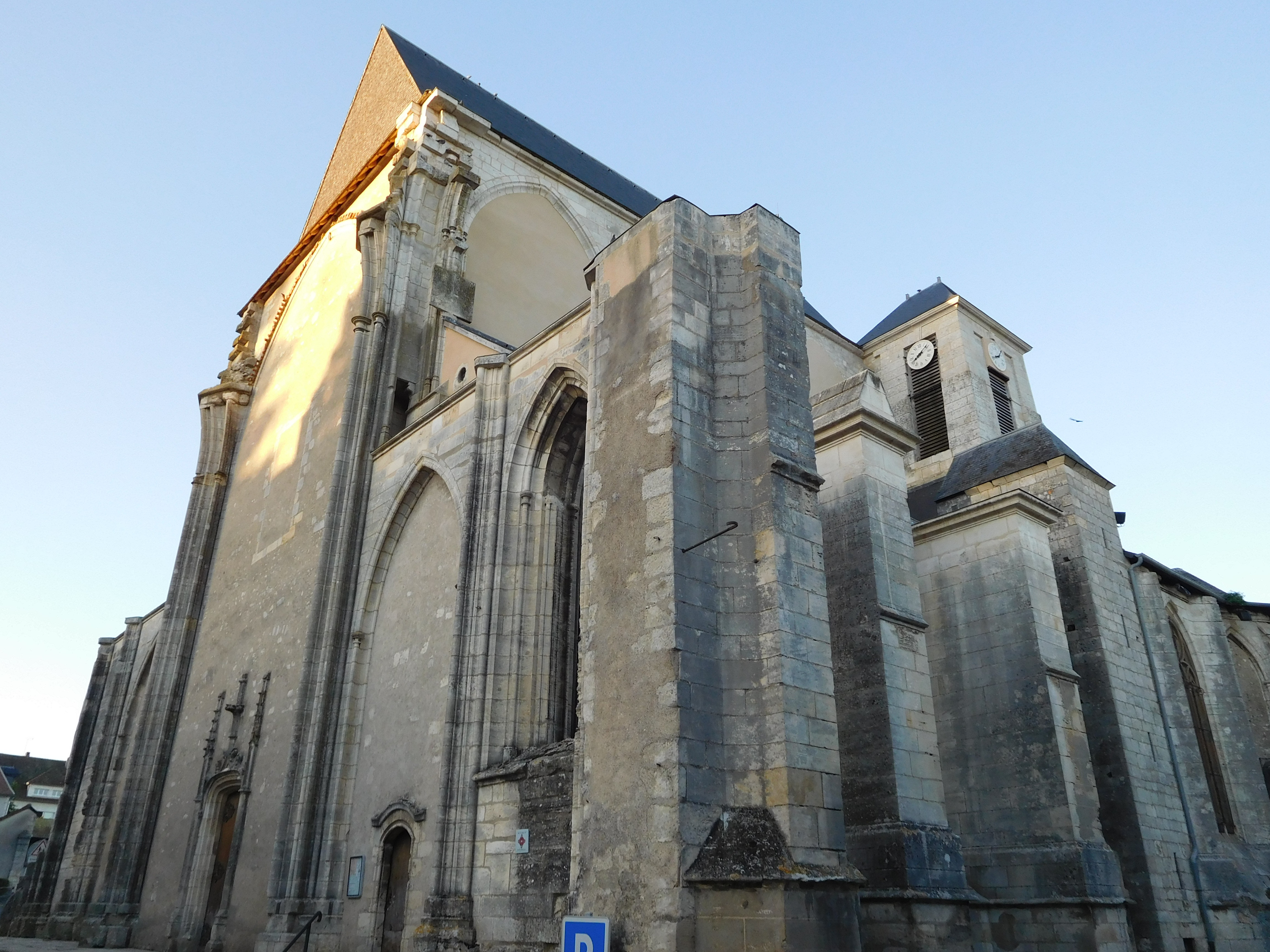
Abbatiale Saint-Guinefort vue de la route.

Au XVIIIe siècle une contestation s'élève au sujet du droit de bac sur la Loire au port de Saint-Thibault. En 1732, un arrêt du Conseil d’État maintient ce droit pour l'abbé, le prieur et les religieux de l'abbaye.
En 1757, l'abbaye est supprimée et ses revenus rattachés à la mense épiscopale. La communauté est supprimée en 1775 et l'église devient paroissiale.
« Dans l'enclos de l'ancienne abbaye divisé en deux cours contiguës, celle de la mense conventuelle, à l'est, à proximité de la collégiale, et, à l'ouest, celle de la mense abbatiale (dite le Château-Gordon), subsistent l'église, les lieux réguliers composés du grand bâtiment des religieux, du bâtiment attenant au sud (anciennes cuisines), et de l'aile en retour d'équerre nord-ouest, le bâtiment sur rue de la basse-cour conventuelle, au sud de l'ancien cloître, construit en 1768-1769, et dans lequel fut alors ouverte la grande porte d'entrée de l'abbaye, dans la cour de la mense abbatiale, un édifice dénommé au XVIIIe siècle pressoir ou Château-Gordon, dont l'étage devait autrefois abriter l'hospice des hôtes ; cet édifice que l'on peut dater de la seconde moitié du XIIIe siècle, est aujourd'hui le bâtiment le plus ancien de l'abbaye. Appartenant à la mense abbatiale depuis l'institution de la commende, le bâtiment des religieux forme séparation entre les deux cours ».
L'ancienne abbatiale est aujourd'hui l'église paroissiale Saint-Pierre de Saint-Satur.